# Anna Karlsson (vallkulla)
Anna Karlsson var en svensk folkmusiker.

## Diskografi
- 1966 – Locklåtar och musik på horn och pipa (Field Recording).[1]

## Utmärkelser
- 1955 – Gås Anders-medaljen
- 1971 – Zornmärket i guld, "För mästerlig kölning i Transtrands-tradition."[2]